# Diplonevra praealpina
Diplonevra praealpina är en tvåvingeart som beskrevs av Schmitz 1948. Diplonevra praealpina ingår i släktet Diplonevra och familjen puckelflugor. Inga underarter finns listade i Catalogue of Life.